# Lanny Bassham
Lanny Bassham, né le 2 janvier 1947 à Comanche (Texas), est un tireur sportif américain. Il a terminé ses études à l’Université de Texas à Arlington en 1969, où il avait participé au programme ROTC.

## Carrière
Lanny Bassham participe aux Jeux olympiques d'été de 1972 à Munich et remporte la médaille d'argent dans l'épreuve de la carabine 50 mètres trois positions. Lors des Jeux olympiques de 1976 à Montréal, il remporte la médaille d'or dans la même épreuve.